# Kill Your Friends (Film)
Kill Your Friends ist ein schwarzhumoriger Thriller von Owen Harris, der auf einem Roman von John Niven basiert und am 5. August 2015 als Eröffnungsfilm des Fantasy Filmfestes seine Premiere feierte. In Deutschland erschien die Schwarze Komödie am 18. März 2016 direkt auf DVD und Blu-ray.

## Handlung
Im Jahr 1997 befindet sich die britische Musikindustrie auf ihrem Höhepunkt, und der Aufstieg von Britpop-Bands wie Blur, Oasis und The Verve ist in vollem Gange. In London versucht der 27-jährige A&R-Manager Steven Stelfox auf dieser Welle mitzureiten und das nächste große Talent ausfindig zu machen, doch das Musikgeschäft hat auch seine Schattenseiten. Mit viel Leidenschaft, aber auch vollgepumpt mit Drogen, will Steven die Kassen seines Musiklabels füllen, aber auch seine eigene Karriere vorantreiben. Sein scheinbar unaufhaltsamer Aufstieg wird jedoch gebremst, als der Britpop seinen Zenit überschreitet und sich die ganze Musikindustrie verändert. Der unter großem Erfolgsdruck stehende Steven muss einen Kollegen ermorden, um weiter im Geschäft zu bleiben, und bald schon ziert eine blutige Spur seine Karriereleiter.

## Produktion
Am 12. Februar 2014 wurde bekannt, dass Nicholas Hoult die Rolle des A&R-Managers Steven Stelfox übernimmt. Am 3. März 2014 wurde bekannt, dass Jim Piddock die Rolle seines Chefs Derek Sommers, der Geschäftsführer des Musiklabels ist, übernimmt.
Die Dreharbeiten wurden am 10. März 2014 in London begonnen und fünf Wochen später beendet. Gedreht wurde in den Pinewood Studios und in Greater London.

## Rezeption

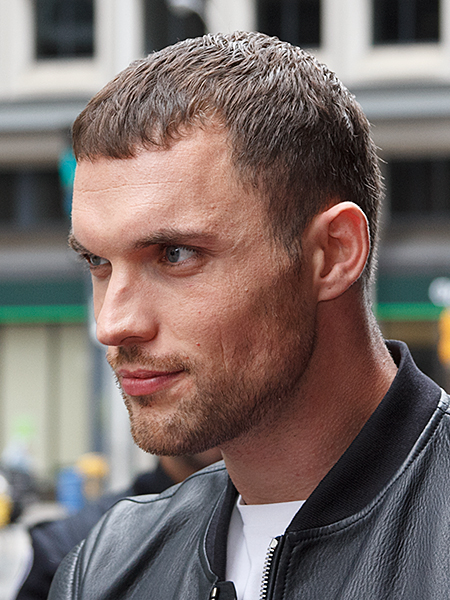
Ed Skrein spielt Rent

Benjamin Lee von The Guardian meint, der Filmtitel sei schlecht umgesetzt, weil es im Film keine Freunde gäbe und auch die Fokussierung auf schlechte Menschen, die schlechte Dinge tun im Film zu oft nur einfach wiederholt werde. Der Film bemühe sich zu stark schockierend zu sein und leide zudem unter Fehlbesetzungen. So scheine ihm Hoult zu jung für seine Rolle.

„Die tiefschwaze Komödie beschreibt die Abgründe des Musikbusiness: Nicholas Hoult verkörpert den Musik-Manager Steven Stelfox während der Hochzeit der Brit-Pop-Welle. Immer auf der Suche nach dem nächsten, gewinbringend vermarkbaren Talent nimmt er keine rücksicht auf Freund und Feind. Doch irgendwann geht jeder Trend zu Ende…“

Der Film wurde in 24 Prozent der 62 Kritiker bei Rotten Tomatoes positiv bewertet und von 33 Prozent der Zuschauer.